# Paul Landowski
Paul Maximilien Landowski (ur. 1 czerwca 1875 w Paryżu, zm. 31 marca 1961 w Boulogne-Billancourt) – francuski rzeźbiarz pochodzenia polskiego. Jego najbardziej znanym dziełem jest statua Chrystusa Zbawiciela w Rio de Janeiro.

## Życiorys

### Wczesne lata
Paul Landowski urodził się 1 czerwca 1875 roku w Paryżu. Był najmłodszym z szóstki dzieci Edwarda Landowskiego, powstańca styczniowego, który po upadku powstania wyemigrował do Francji, oraz jego żony, Julie Vieuxtemps, córki Henriego Vieuxtempsa, belgijskiego skrzypka i kompozytora.
Jako pięciolatek Paul doznał krótkotrwałej ślepoty, gdy zaś miał siedem lat, stracił oboje rodziców. Wychowaniem jego oraz starszego rodzeństwa zajął się brat ojca, Paweł, również mieszkający w Paryżu były powstaniec styczniowy. Po jego śmierci młodszym rodzeństwem opiekował się najstarszy z braci. W trakcie dorastania Landowski coraz bardziej interesował się literaturą i rzeźbiarstwem. W latach 1895–1900 studiował w Państwowej Wyższej Szkole Sztuk Pięknych w Paryżu. Artysta skończył także kursy portrecisty i dokształcał się w zakresie anatomii człowieka – rysował m.in. tablice naukowe.
Po spędzeniu kilku lat we Włoszech, w 1906 roku zamieszkał w Boulogne-Billancourt. W tym samym roku odznaczono go Legią Honorową w stopniu kawalera. Uczestniczył w działaniach zbrojnych I wojny światowej – za udział w bitwie nad Sommą został odznaczony francuskim Krzyżem Wojennym 1914–1918.

### Twórczość i inna działalność
Pierwszym wielkim sukcesem Paula Landowskiego jako rzeźbiarza była nagroda Prix de Rome, którą zdobył w 1900 roku za rzeźbę David combattant Goliath („Dawid walczący z Goliatem”). Sławny stał się z kolei po tym, jak w 1909 roku stworzył rzeźbę Aux artistes dont le nom s’est perdu („Artystom, których imię zaginęło”), która została ustawiona pod kopułą paryskiego Panteonu.
Z biegiem lat powstawały kolejne dzieła Landowskiego. Do tych najbardziej znanych należy wykonana w 1928 roku rzeźba św. Genowefy, patronki Paryża, stojąca przy wejściu na most Pont de la Tournelle. Wraz z Henrim Bouchardem stworzył też rzeźby Pomnika Reformacji w Genewie. W latach 1927–1935 wykonał z kolei Widma – pomnik francuskich ofiar II bitwy nad Marną. Był również autorem dzieł zrealizowanych na zlecenie władz miasta Paryża: pomnika Michela de Montaigne’a przy Rue des Écoles (1933), płaskorzeźb fontanny przy Porte de Saint-Cloud i grobowca marszałka Ferdinanda Focha w Dôme des Invalides. Oprócz rzeźb Landowski tworzył także obrazy.
W 1925 roku wystawił na Międzynarodowej Wystawie Sztuki Dekoracyjnej i Wzornictwa w Paryżu model tzw. Le Temple de l’Homme („Świątynia człowieka”), kompleksu budynków zaprojektowanych z udziałem architektów: Taillensa, Bigota i Laprade’a, mającego stanowić przedłużenie osi Avenue des Champs-Élysées między Porte Maillot a La Défense. Główny budynek kompleksu miał się składać z czterech przeciwległych ścian, dwojga drzwi i przeddziedzińca. Jedne drzwi były poświęcone nauce, zaś drugie Psyche – obie ich pary prowadziły na plac, w którego centrum miała stać rzeźba Synowie Kaina. Przy każdej z czterech ścian miały się znaleźć monumentalne posągi o wysokości 8 m, skupione wokół czterech tematów Prometeusza, religii, legend i hymnów, a dodatkowo każdą ze ścian miały zdobić płaskorzeźby związane z takimi tematami, jak np.: Chrystus ukrzyżowany, Prometeusz skuty łańcuchami, Hinduskie Wedy „Hymnu do Świtu” czy Kantyki stworzeń św. Franciszka. Kompleks Le Temple de l’Homme ostatecznie nigdy nie został zrealizowany, a stworzone przez Landowskiego z myślą o nim dzieła Synowie Kaina, Brama Nauki i Hymn do Świtu trafiły odpowiednio do: ogrodu Tuileries, wejścia do nowej paryskiej szkoły medycznej i muzeum lat 30.
Paul Landowski stopniowo zyskiwał międzynarodową rozpoznawalność. W 1928 roku pracował dla władz Chin, dla których stworzył m.in. pomnik z Mauzoleum Sun Jat-sena. W 1931 roku stworzył swoje najbardziej znane dzieło – statuę Chrystusa Zbawiciela na szczycie góry Corcovado w Rio de Janeiro, będącą formą upamiętnienia 100. rocznicy uzyskania niepodległości przez Brazylię. Landowski wykonał statuę na zlecenie Heitora da Silvy Costy w Paryżu w postaci glinianej struktury podzielonej na kilka części, które następnie zostały przetransportowane statkiem do Brazylii, gdzie na ich podstawie wykonano finalny posąg z betonu, odsłonięty 12 października 1931 roku.
W 1928 roku Landowski zdobył złoty medal w konkurencji „Rzeźbiarstwo” na Olimpijskim Konkursie Sztuki i Literatury w Amsterdamie (stworzył rzeźbę o nazwie Boxer). W latach 1933–1937 pełnił funkcję dyrektora Akademii Francuskiej w Rzymie, a następnie został dyrektorem Państwowej Wyższej Szkoły Sztuk Pięknych w Paryżu. W 1941 roku wraz z Paulem Belmondo i André Derainem uczestniczył w tzw. Voyage à Berlin, objazdowej wyprawie po Niemczech, będącej projektem Josepha Goebbelsa zrealizowanym w ramach koncepcji zapraszania przez władze nazistowskie wielu europejskich artystów do intelektualnej współpracy z Niemcami.
Pod koniec II wojny światowej Landowski kontynuował projekt Le Temple de l’Homme, lecz bez powodzenia w realizacji. W 1956 roku wykonał rzeźbę Le Retour éternel („Wieczny powrót”), ustawioną w kolumbarium cmentarza Père-Lachaise.

## Życie prywatne
Pierwszą żoną Paula Landowskiego była urodzona w 1888 roku Geneviève Nénot. Poślubił ją 3 listopada 1907 roku i miał z nią dwójkę dzieci: Nadine Landowski (ur. 1908), malarkę, oraz Jeana Maxa Landowskiego (ur. 1911). Obydwoje zmarli w 1943 roku.
Po śmierci Nénot w 1911 roku, 6 grudnia 1913 roku Landowski wziął ślub z Amélie Cruppi (1884–1970) i wraz z nią doczekał się urodzonego w 1915 roku syna Marcela Landowskiego, kompozytora oraz urodzonej w 1917 roku córki Françoise Landowski-Caillet, pianistki i malarki. Syn zmarł w 1999 roku, córka zaś osiem lat później.
Paul Landowski zmarł 31 marca 1961 roku w swoim domu w Boulogne-Billancourt. Został pochowany na tamtejszym cmentarzu Cimetière Pierre-Grenier.

## Upamiętnienie
Pod adresem zamieszkania Paula Landowskiego, Max Blondat 14 w Boulogne-Billancourt, utworzono muzeum Musee-Jardin Paul Landowski, gdzie w ogrodzie i podziemnej galerii można podziwiać prace i projekty artysty. Ponadto imię Paula Landowskiego nosi nowoczesne centrum kulturalne, tzw. Espace Landowski w Boulogne-Billancourt, w którym w muzeum lat 30. znajdują się m.in. dzieła Landowskiego.

## Galeria wybranych dzieł

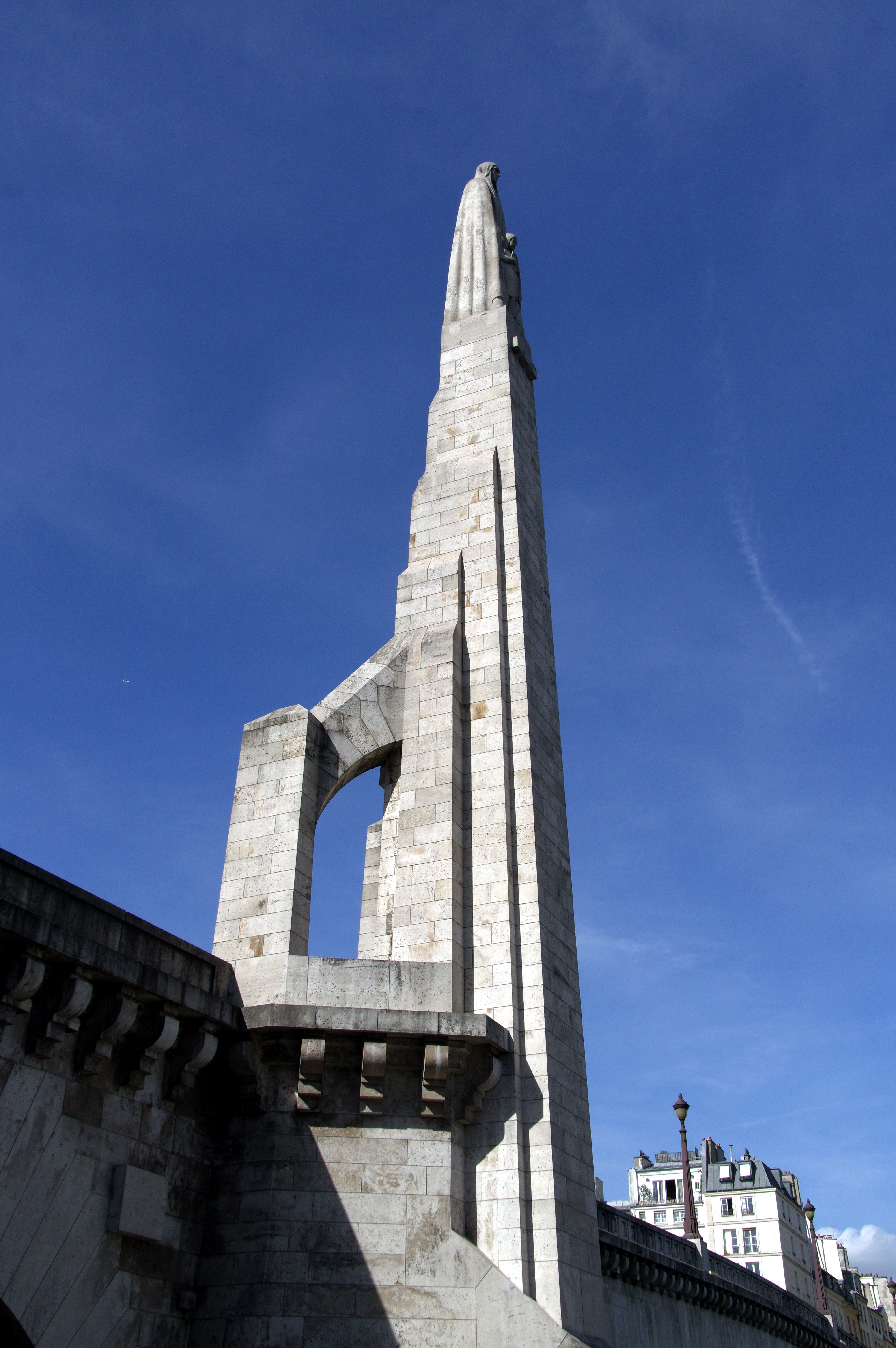
Rzeźba św. Genowefy na moście Pont de la Tournelle w Paryżu
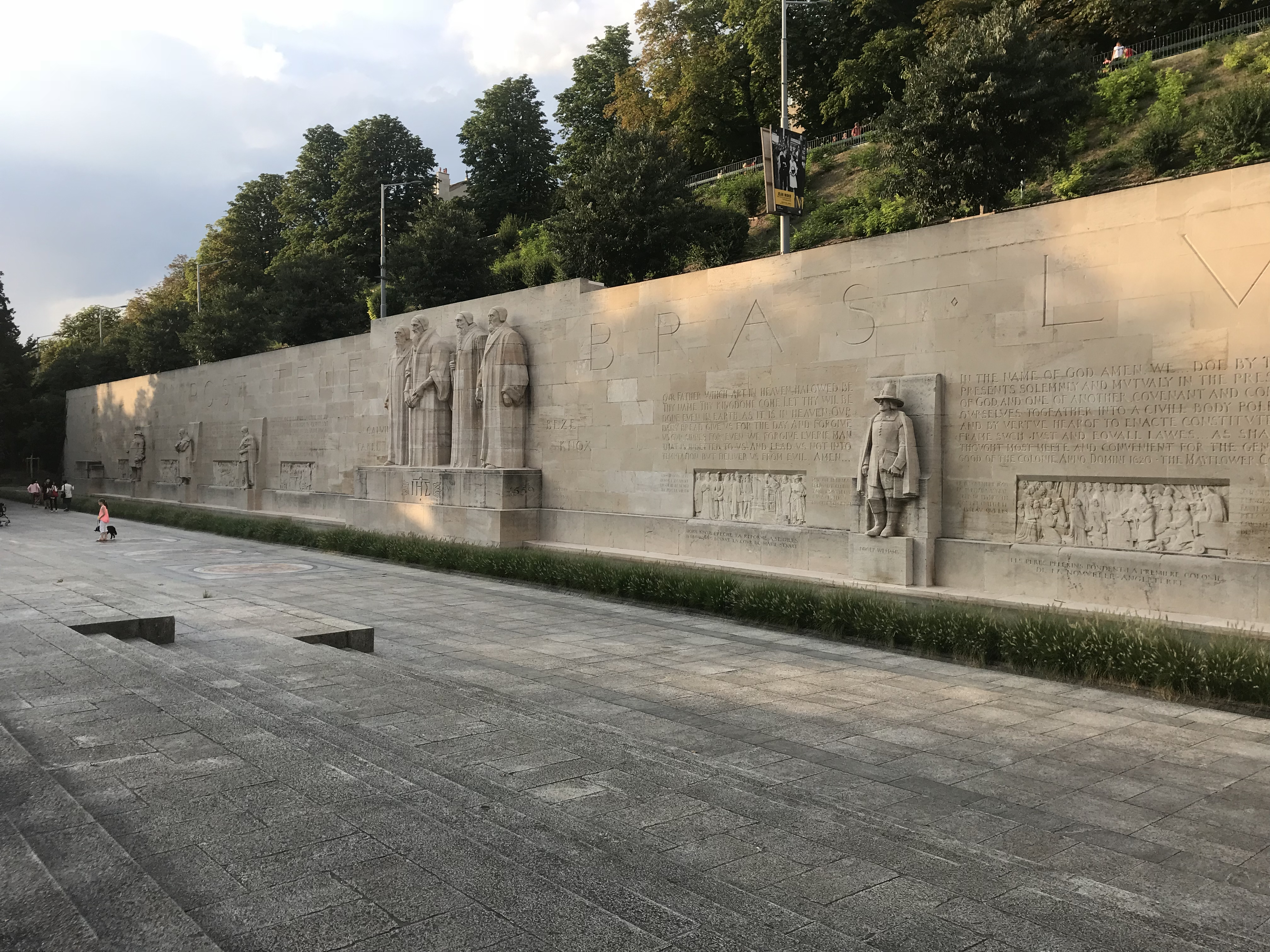
Pomnik Reformacji w Genewie
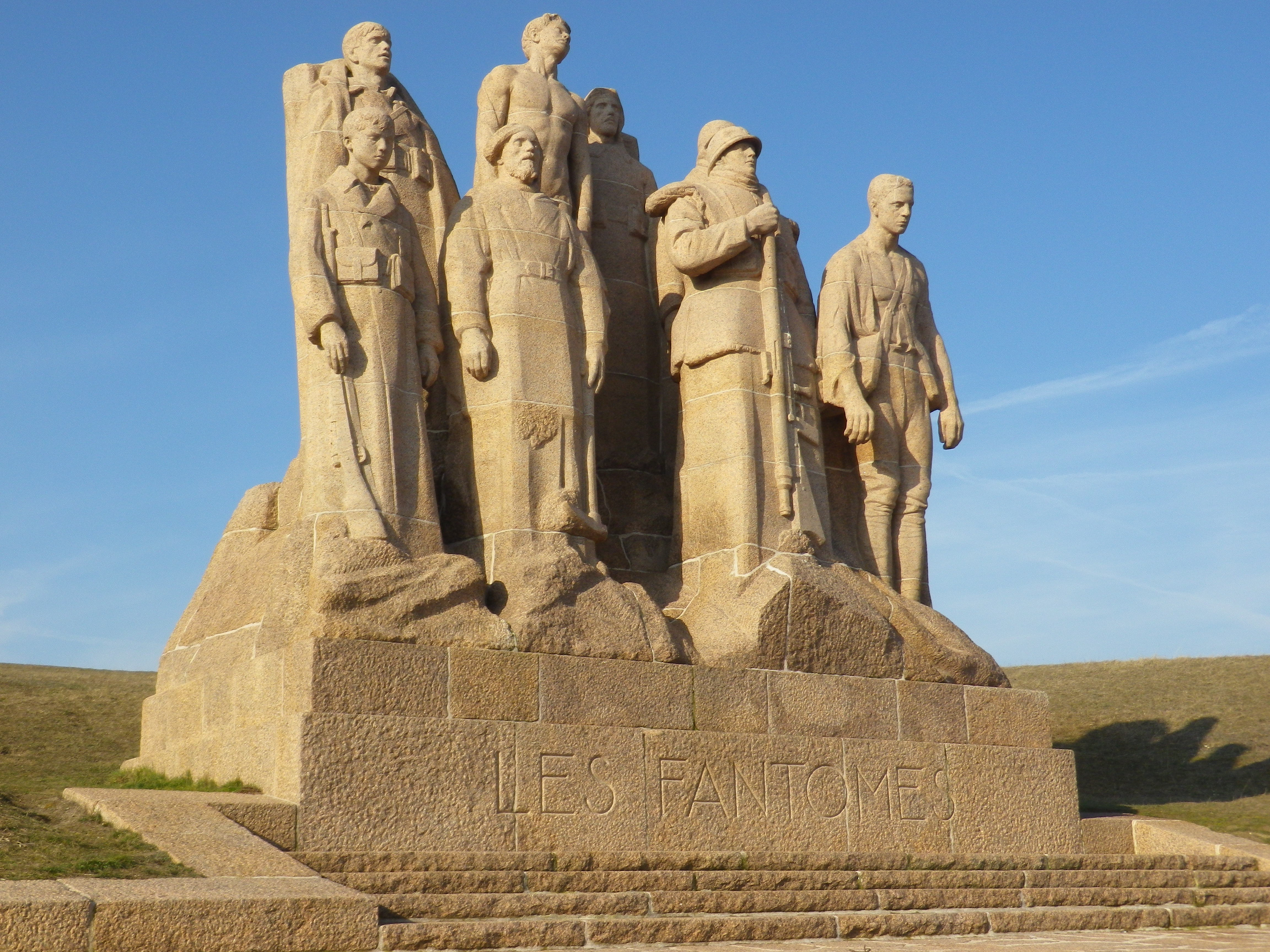
Pomnik Widma
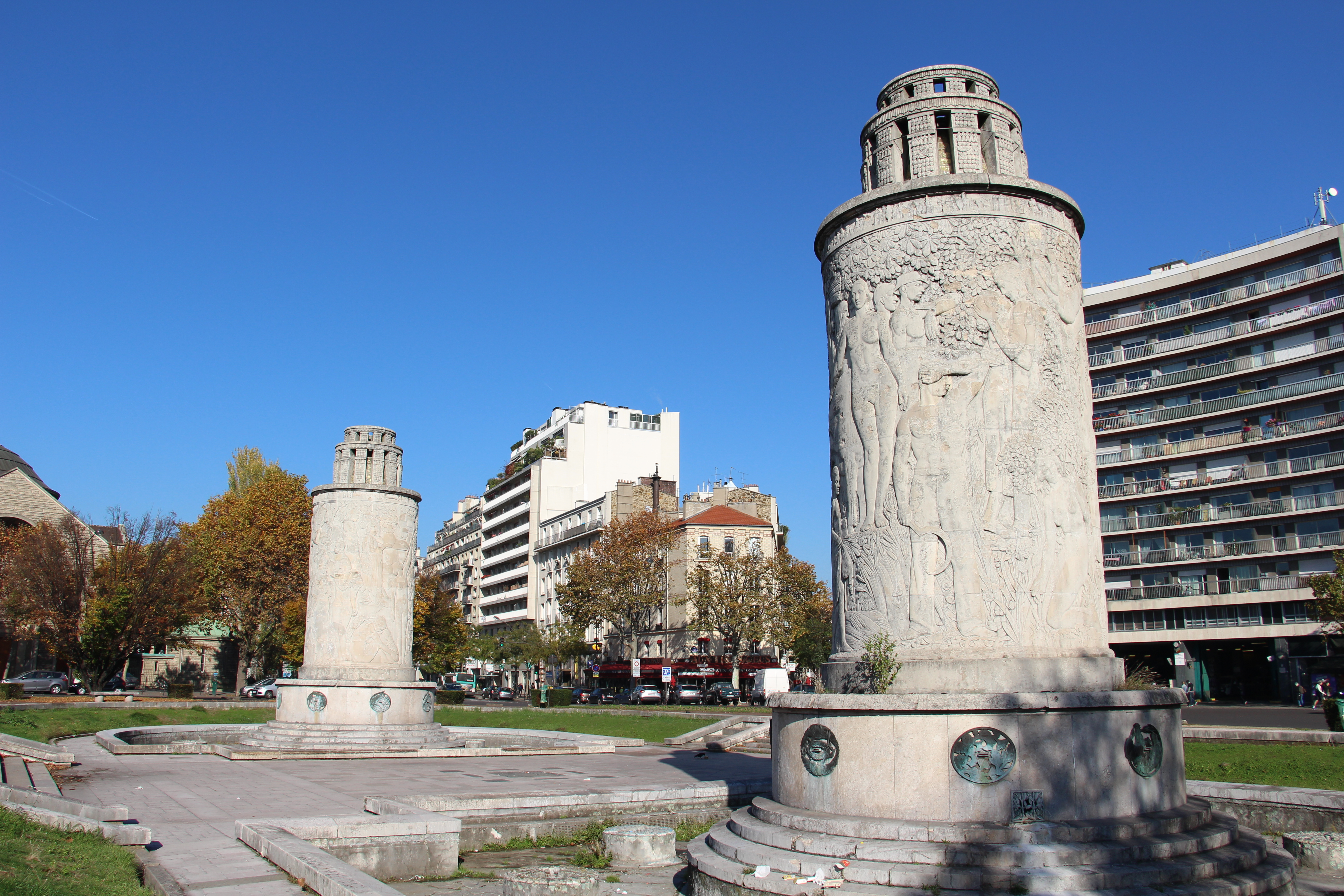
Fontanna przy Porte de Saint-Cloud w Paryżu
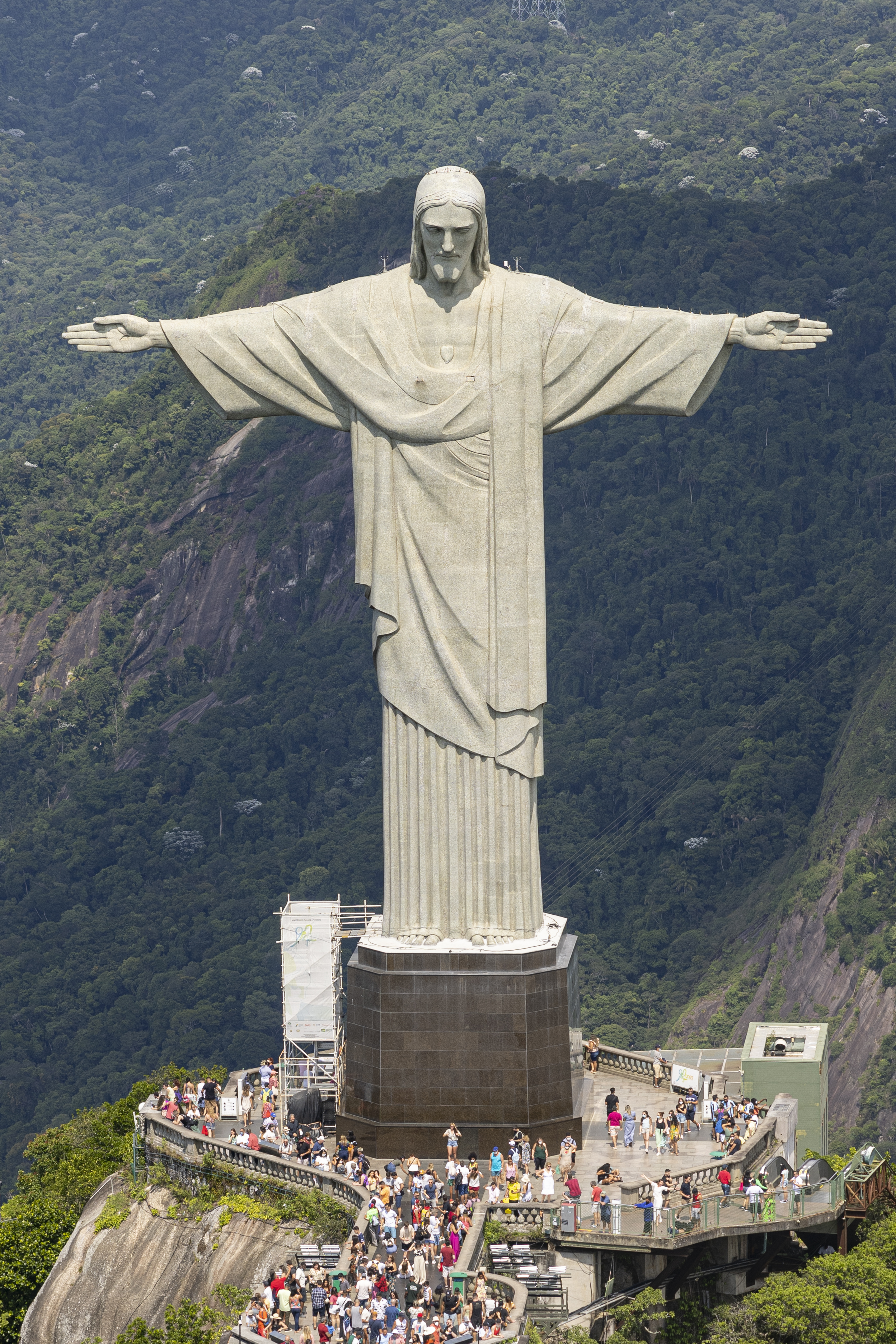
Statua Chrystusa Zbawiciela w Rio de Janeiro